# Hiphop

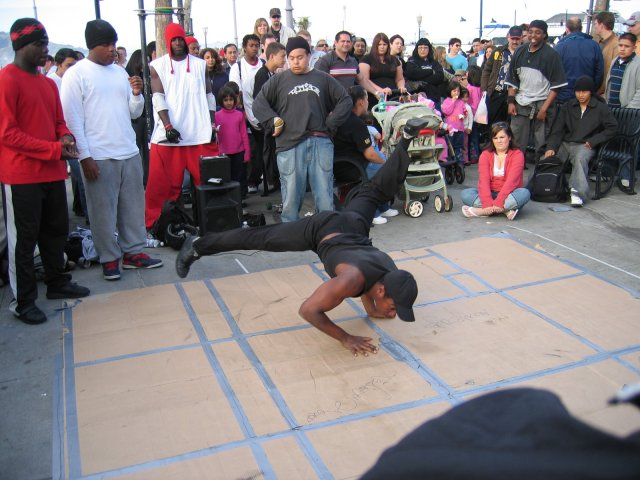
Breakdans på San Franciscos gator, en del av hiphopkulturen.

Hiphop är en subkulturell rörelse som formades sent 1970-tal av afroamerikanska ungdomar bosatta i South Bronx i New York. Delar av kulturen började bli mainstream under tidigt 1980-tal och under 1990-talet hade hiphop-kulturen spridit sig över hela världen. Rörelsen sägs ha börjat med DJ Kool Herc, Grandmaster Flash & the Furious Five och Afrika Bambaataa.

## Delar
Hiphopkulturen består av fyra huvudelement:
- MC:ing (rap[1])
- DJ:ing (bakgrundsmusik genom beats och scratching[1])
- Breaking[1] (breakdance)
- Graffiti[1]